# 电子
电子（英語：Electron）是一种带有负电的次原子粒子，通常标记为 {\displaystyle e^{-}\,\!}。電子是第一代轻子，以重力、電磁力和弱核力與其它粒子相互作用。轻子是构成物质的基本粒子之一，无法被分解为更小的粒子。电子带有1/2自旋，是一种费米子，根據泡利不相容原理，任何兩個電子都不能處於同樣的量子態。电子的反粒子是正电子，其质量、自旋、电荷大小都与电子相同，但是电荷正負性与电子相反。電子與正电子會因碰撞而互相湮滅，並在這過程中，生成一對以上的光子。
由电子與中子、质子所组成的原子，是物质的基本单位。相对于中子和质子所組成的原子核，电子的质量显得极小。质子的质量大约是电子质量的1836倍。当原子的电子数与质子数不等时，則該原子会带电；称該帶電原子为离子。带正电的离子叫阳离子，其電子數小於質子數；带负电的离子叫阴离子，其電子數大於質子數。若物体的电子數不等於質子數，导致正负电量不平衡时，則称该物体带静电。当正负电量平衡时，称物体的电性为电中性。靜電在日常生活中有很多用途，例如，靜電油漆系統能夠將瓷漆或聚氨酯漆，均勻地噴灑於物品表面。
電子與質子之間的庫侖力能促使電子被束縛於原子內部，因此為束縛電子。兩個以上的原子，會交換或分享它們的束縛電子，這是化學鍵的主要成因。当电子不再被束縛於原子內部，而能够自由移动於原子以外的空間时，則稱此電子为自由电子。多個自由电子共同移动所产生的净流动现象称为电流。在許多物理現象裏，像電傳導、磁性或熱傳導，電子都扮演了重要角色。移動的電子會產生磁場，也會被外磁場偏轉。呈加速度運動的電子會產生電磁輻射現象。
根據大爆炸理論，宇宙現存的電子大部份都是生成於大爆炸事件。但也有一小部份是因為放射性物質的β衰變或高能量碰撞而生成的，例如，當宇宙線進入大氣層時遇到的碰撞。在另一方面，許多電子會因為與正子相碰撞而互相湮滅，或者，會在恆星內部製造新原子核的恆星核合成過程中被吸收。
在實驗室裏，像四極離子阱一類的精密尖端儀器，可以長時間束縛電子，以供觀察和測量。大型托卡馬克設施，像国际热核聚变实验反应堆，利用磁場來約束住高熱電漿中的電子和離子，藉以實現受控核融合。無線電望遠鏡可以用來偵測外太空的電子電漿。
電子被广泛應用于電子束焊接、陰極射線管、電子顯微鏡、放射線治療、激光和粒子加速器等领域。

## 历史

### 發現電現象
很早以前，古希臘人就已經知道，琥珀擁有一種奇特的性質：被摩擦之後的琥珀可以吸引轻小物体:7。大约2500年前，古希臘哲學家泰勒斯聲稱他曾經見證到琥珀的這種奇特的性質:1:50。
東漢時期（約公元一世紀），王充所著書籍《論衡》中有關於靜電的記載：「頓牟掇芥」。頓牟就是琥珀，當琥珀經過摩擦之後，就會具有吸引像草芥一類輕小物體的能力。公元三世紀，晉朝張華的《博物志》第九卷中也有記載：“今人梳頭著髻時，有隨梳解結有光者，亦有吒聲”。這句子的意思是，當梳理頭髮解開髮結時，因摩擦起電而發出的閃光和劈啪聲音。

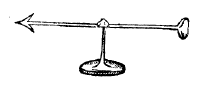
吉爾伯特發明的靜電驗電器是一種可以偵測靜電電荷的驗電器。當帶電物體接近金屬指針的尖端時，因為靜電感應，異性電荷會移動至指針的尖端，指針與帶電物體會互相吸引，從而使得指針轉向帶電物體。

1600年，英国医生威廉·吉尔伯特指出，琥珀並非唯一经过摩擦時會产生静电的物质，他又区分出电与磁不同的属性:29。他撰寫了一本闡述電與磁的科學著作《论磁石》，從而開啟了現代電學與磁學:8。吉尔伯特创建了新拉丁语的術语「electrica」（源自古希臘語：「ēlektron」，琥珀），英文翻譯為「electrics」，意指如同琥珀一般當摩擦後會吸引微小物體的物質。這拉丁術語後來衍生出電的英文術語「electricity」等:302。

### 正負電的假想與發現
查爾斯·篤費做實驗於1733年發現，假若被絲綢摩擦後的玻璃對於帶電的金箔呈現出排斥的現象，則被羊毛摩擦後的琥珀會對這帶電的金箔呈現出吸引的現象。他從這結果與很多其它類似結果推斷，大自然有兩種不同的「電」，他稱由絲綢摩擦玻璃生成的電為玻璃電，由羊毛摩擦琥珀生成的電為樹脂電。:484-5通過摩擦的動作可以將這兩種電分離， 通過合併的動作可以將這兩種電中和。這雙流體理論對於電現象首次給出解釋。稍後，美國科學家埃柏奈澤·肯納斯理也獨立獲得相同的結論。:118

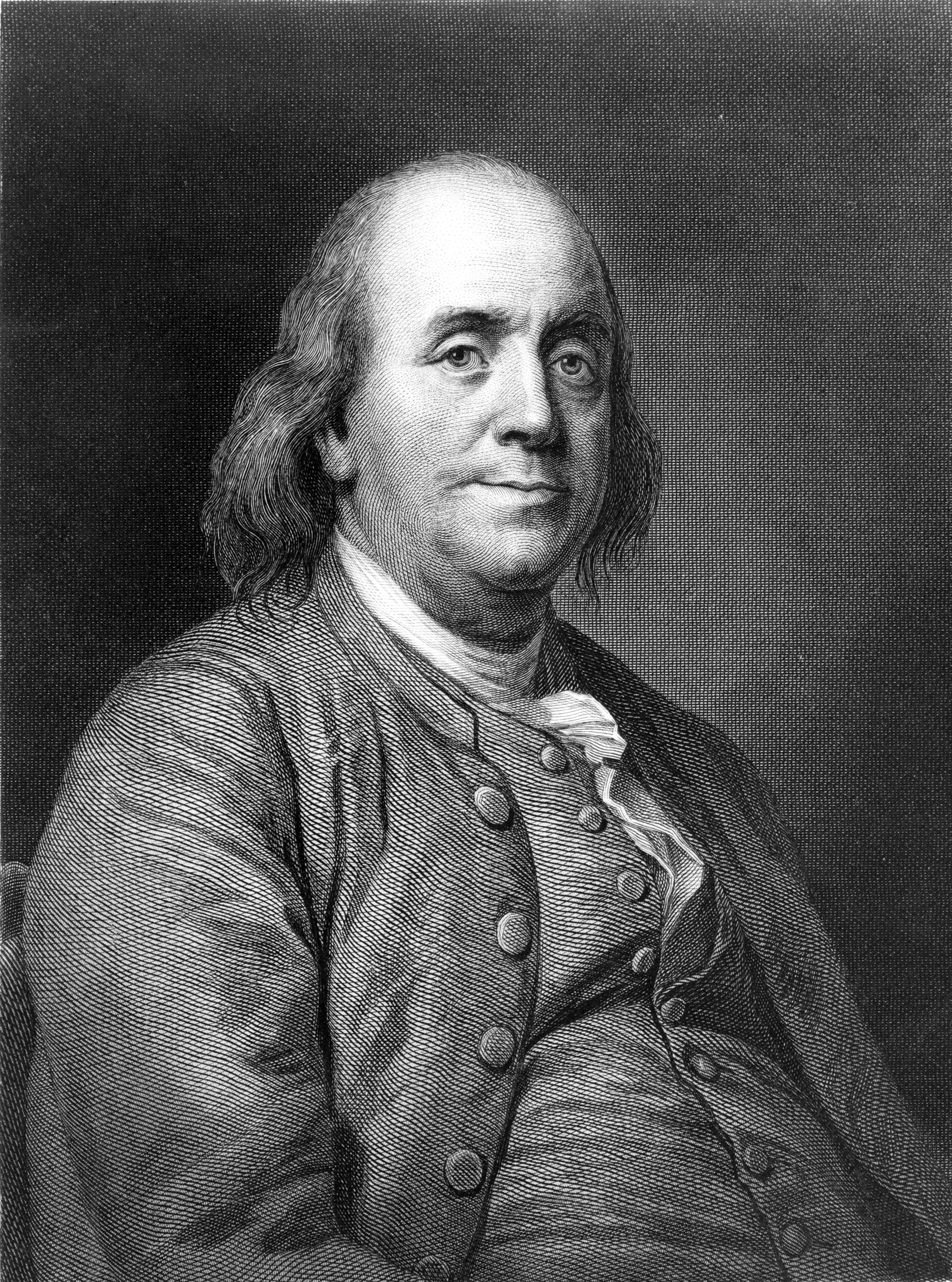
生於十八世紀，富蘭克林對於電學貢獻良多。

1747年，美國學者本杰明·富兰克林做電實驗發現，當摩擦玻璃時，作为被摩擦者的玻璃會獲得一些電，而摩擦者則會失去一些電，在摩擦的過程中，並不會生成任何電，只會從摩擦者轉移一些電到玻璃，整個孤立系統的總電量不會改變。為了解釋類似這般的電現象，他想出一種單流體理論，其表明，電現象是源自於一種既看不見又無重量的流體所產生的作用，這種電流體瀰漫於物體裡，富蘭克林認為，電流體是由極奇奧妙的粒子所組成，這些粒子彼此之間相互排斥，但會被其它物質強烈吸引，因此，物質能像海綿一般地吸引與儲存電流體。同時期，英國學者威廉·沃森也獨立給出類似的單流體理論。:42-47
十九世紀初期，约翰·道尔顿發表現代原子論。同時期，威廉·普羅特主張，每一種原子都是由單位粒子組成，而這單位粒子就是氫原子。然而，學者做實驗獲得很多不符合普羅特假定的結果，例如，氯元素的原子量被測得為35.5個氫原子量。之後，很多種描述原子內部結構的模型也陸續出現，其中一些模型是基於假想的帶電粒子。:2-3在1838年至1851年期間，英國醫生理查·萊敏猜測，大自然可能存在帶有單位電荷的次原子粒子，而原子則是由核心物質與這種以同心圓殼的樣式一層一層圍繞在四周的帶電粒子所組成。1871年，德國物理學者威廉·韋伯建議，原子是由一個帶正電的次原子粒子與一個帶負電的核心物質所組成．質量非常微小的次原子粒子環繞著質量非常大的核心物質不停地轉動，兩個物體的帶電量相同。:4-53年後，愛爾蘭物理學者喬治·斯桐尼從研究電解現象獲得結論，電解物質所涉及的電量是以離散的形式呈現，這意味著一種基本電量表現於大自然的物理行為之中，這基本電量是氫離子所帶的電量，與電解物質的種類無關。他又於1891年提議，將這基本電量命名為「electron 」（電子）。利用法拉第電解定律，他估算出基本電量的數值，其為當今數值的1/16。:37-38:269斯桐尼認為，電子永久地附著於原子，無法被移除，它會伴隨原子的每一個化學鍵。1881年，德國物理學者赫爾曼·馮·亥姆霍茲強調，從法拉第電解定律的結果可以總結，不論是正電或是負電，它們的電量都可被分割至基本電量，其物理行為如同帶電基礎粒子一般。:70-74

### 發現陰極射線
在十九世紀，多位物理學者對於陰極射線的實驗與理論研究為後來發現電子奠定了關鍵基礎。:951838年，麥可·法拉第做實驗研究在玻璃管裡兩個電極之間的稀薄氣體的放電現象，他發現，在陽極與陰極附近都存在著穩定的輝光區域，而在兩個輝光區域之間又有一段黑暗區域，後來命名為法拉第暗空間。:49法拉第認為，這簡單與明確的放電現象很值得做進一步研究。然而，很久一段時期，物理學者研究真空高壓放電現象所需的實驗條件都無法被滿足。:391-3921850年代，海因里希·盧木考夫製成可提供高壓電流的盧木考夫感應圈，1855年，海因里希·蓋斯勒研發出高功能水銀氣泵與改良的放電管，這時，物理學者才有功能足夠精良的實驗器材來研究真空高壓放電現象。:51-52

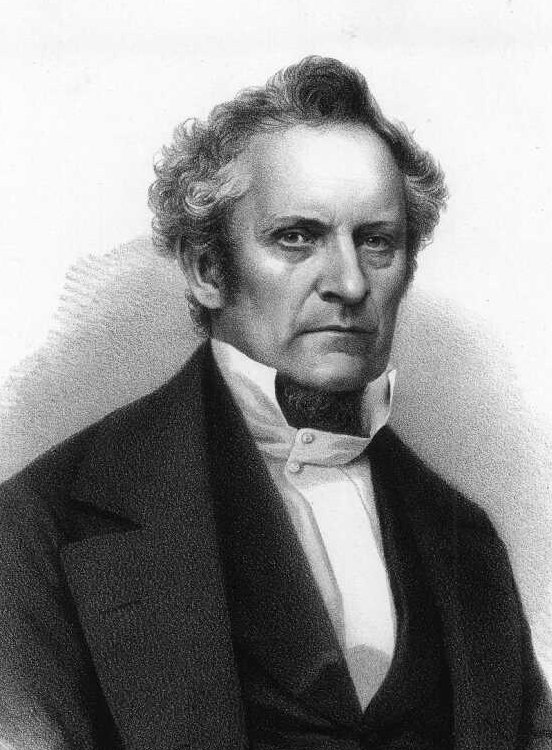
尤利烏斯·普呂克

1859年，德国物理學者尤利烏斯·普吕克觀測到，當管內部氣體足夠稀薄時，在陰極附近的管壁會出現綠色磷光，施加磁場可以改變磷光的位置，因此，他分辨出這種放電與普通放電不同，他推斷綠色磷光是出自於電流撞擊於玻璃所產生的現象。:104-105普吕克的學生約翰·希托夫於1869年發現，假設在陰極與磷光之間置入一塊物體，則輝光會被限制在陰極與物體之間，玻璃管壁會因為物體的遮擋而在磷光曲面內出現一片陰影，這意味著輝光是由只會以直線傳播的射線形成，並且在管壁造成磷光。1876年，德国物理學者歐根·戈爾德斯坦發現，輝光不是朝著所有方向發射，而是朝著垂直於陰極表面的方向發射，這與燭光的發射方式大不相同，燭光是朝著所有方向發射。:56-57戈爾德斯坦稱這輝光為陰極射線，他主張，陰極射線是某種傳播於乙太的電磁波，因為，如同紫外線一般，陰極射線以直線移動，並且當撞擊時會造成磷光。:95-96
克倫威爾·瓦理在1871年提議，陰極射線是由陰極排出的粒子所組成，由於會被磁場影響，這些粒子帶有負電。1879年，威廉·克鲁克斯建議，因撞擊陰極而獲得負電的氣體粒子形成了陰極射線，由於彼此互相排斥，所以它們的發射方向垂直於陰極，又由於帶有負電，所以它們的軌跡可以被磁場偏轉。:393-394这論述遭到了海因里希·赫茲與戈爾德斯坦等物理学者的反对，他們聲明，陰極射線是傳播於乙太的波動。1883年，赫兹做實驗發現，陰極射線似乎不會生成任何電場力與磁場力，也不會被電場影響。赫兹在1892年又發現，阴极射线可以穿過薄金屬箔。波動派藉此聲稱，既然阴极射线可以穿過薄金屬箔，而普通光線卻無法穿過，可想而知的是，粒子應該也無法穿過，所以，陰極射線應該是波動。约瑟夫·汤姆孙在1893年反駁，被陰極射線的粒子撞擊的薄金屬箔或許已被激發為陰極射線的發射源。:396:95-96

### 發現電子

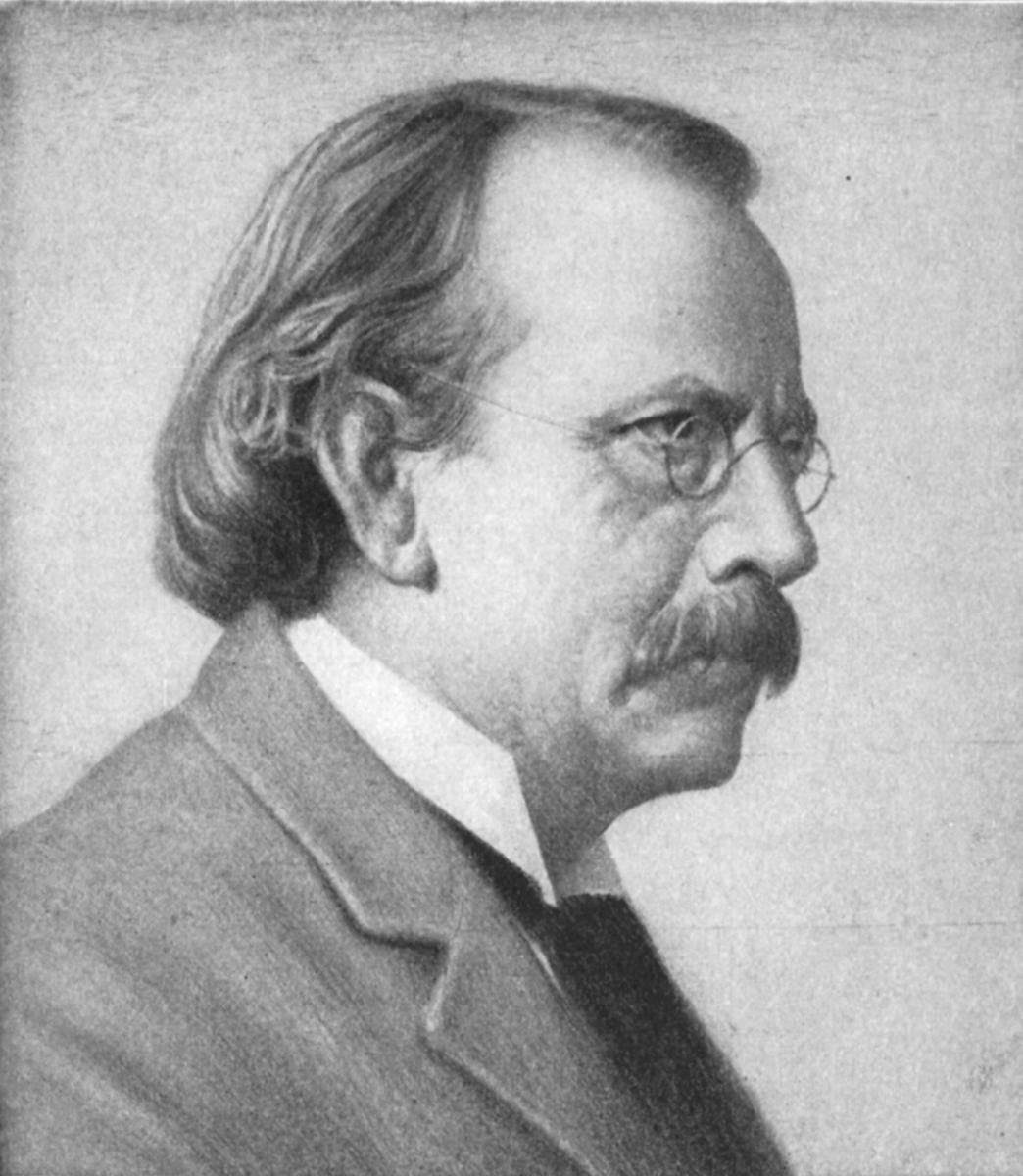
約瑟夫·湯姆森，電子的發現者。

剑桥大学卡文迪许实验室的约瑟夫·汤姆孙於1897年重做赫兹的1883年实验。使用真空度更高的真空管和更强的电场，他观察出阴极射线的偏转，并计算出組成阴极射线的粒子的電荷質量比{\displaystyle e/m}。由於這數值與陰極物質、放電管內氣體無關，汤姆孙推斷陰極射線的粒子源自於在陰極附近被強電場分解的氣體原子，這粒子為所有物質的組分。由於這數值是電解實驗獲得的氫離子電荷質量比的千分之一倍，汤姆孙錯誤推斷，這粒子的質量很小，電荷很大，稍後修正為，粒子的帶電量等於電解單位電荷，而質量則為氫原子的千分之一。汤姆孙稱這粒子為「微粒」（corpuscle），就是微小粒子的意思。這是為了要與術語「電子」有所區別，在那時期，電子指的仍舊是斯桐尼的基本電量，而不是一種物質。不久之後，喬治·費茲傑羅不同意地表示，陰極射線的粒子實際就是「自由電子」，即沒有實體的電荷，他強調，這粒子不是原子的組分，原子是無法分解的，物理學者不應該重蹈煉金術覆轍。後來，由於費茲傑羅、約瑟夫·拉莫爾、亨德里克·勞侖茲等人大力推行，學術界選擇採用術語「電子」來稱呼新發現的粒子。:2731899年，汤姆孙實驗團隊做光電效應實驗與熱離子發射實驗測得於先前陰極射線等同的電荷質量比，這意味著這些實驗所涉及的粒子都是電子。:23由於汤姆孙建議電子為組成物質的基礎粒子，並且做實驗確切證實他的論述，他被公認為電子的發現者。電子是人類發現的第一種基礎粒子。:40-43
1896年，法國物理學家亨利·貝克勒在進行實驗研究硫酸铀酰暴露在太陽時發射輻射的現象時，他發現該物質不需要太陽照射，就會自然發射輻射。這關於放射性物質的實驗結果引起許多科學家的興趣，包括紐西蘭物理學者歐尼斯特·拉塞福在內，他於1899年發現，按照穿透物質的能力，至少有兩種不同的放射線，拉塞福將較為容易被吸收的放射線取名為α射線，而穿透能力較大的取名為β射線。貝克勒於1900年成功使用電場將這兩種射線分離。:408-4101902年沃爾特·考夫曼發現，貝他射線和陰極射線的電荷質量比相等。這些證據使得物理學者確定貝他射線就是陰極射線，由此更堅決確認相信電子本為原子的一部分。:87

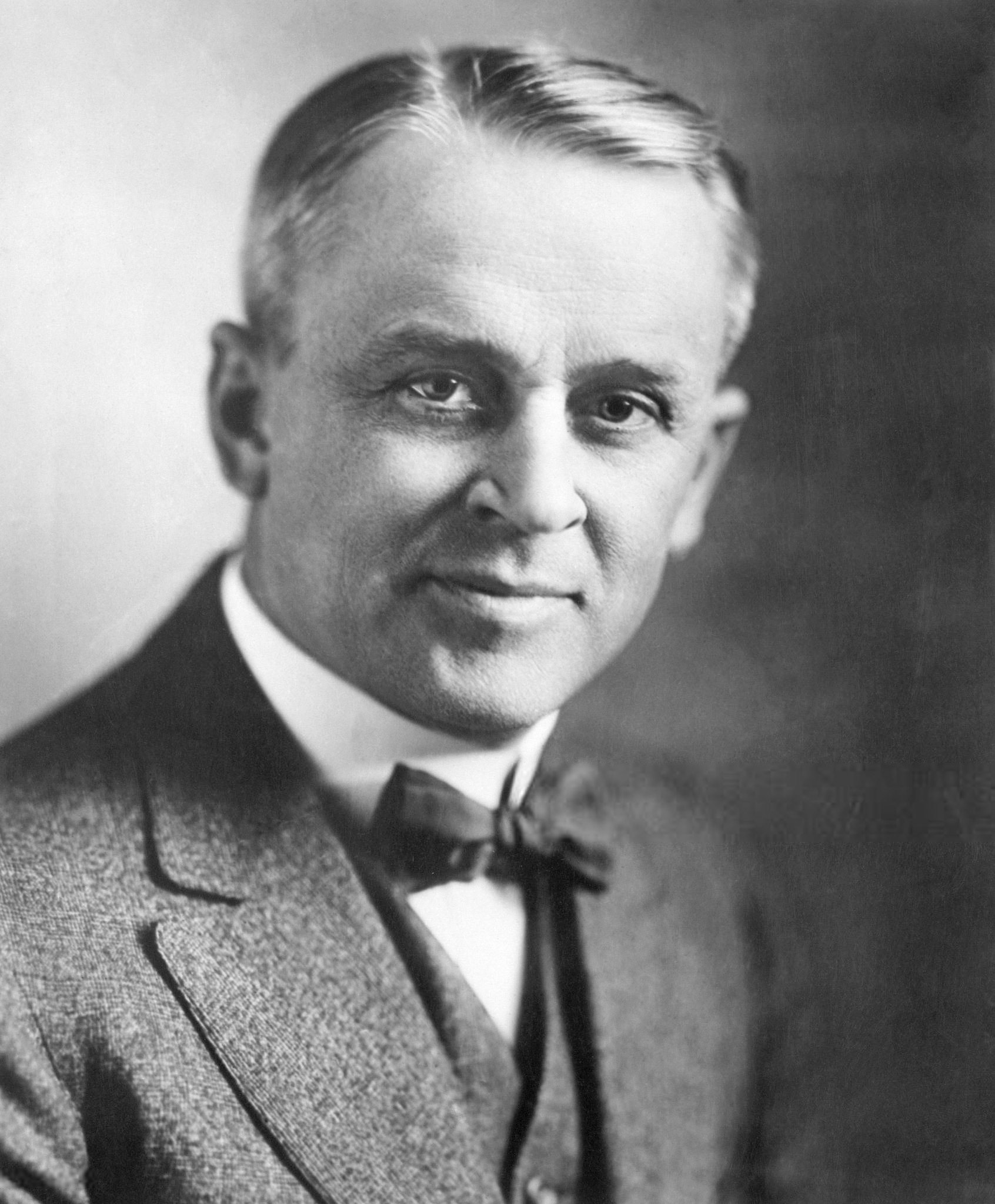
羅伯特·密立根

1898年，汤姆孙做實驗發現，假設照射X射線於氣體，使用所產生的負離子來將過飽和水蒸氣凝結，則可以粗略測量帶電水滴的帶電量，其與電解實驗獲得的氫離子帶電量大約相等。隔年，他利用光電效應來進行類似實驗，仍舊獲得同樣結果。:23但是這些實驗所獲得的數值是很多帶電水滴的統計平均值，它們並未能證實所有電子的帶電量相等。美國物理學家羅伯特·密立根在1909年起完成一系列實驗測量電子的帶電量。起初，他使用水滴為測量對象，後來，由於油滴的蒸發率較低，他改使用油滴，:23, 61在這些油滴實驗裏，他仔細地測量，帶電油滴在重力與電場的庫倫力的雙重影響下的懸浮運動。從獲得的數據，所有油滴的帶電量皆為同一數字的整倍數，因此認定此數值為單一電子的電荷，即基本電荷，並且斷定，電的基本結構是自然不可分的基本電荷，而不是多個不同數值的統計平均值，也意味著電的量子化。這實驗對於電子的存在給出最為直接與明確的佐證。:196-197俄國物理學者亞伯蘭·約費於1911年利用光電效應，照射紫外線於鋅金屬微粒子來製成帶電金屬微粒子，然後測量其帶電量，他也獨立獲得同樣結果。

### 原子理論

原子的波耳模型示意圖，顯示出以主量子數 標記的三個量子態能級。當一個電子從能級較高的量子態，躍遷至能級較低的量子態時，會發射一個光子；這光子的能量等於兩個量子態的能級差額。

在不同的时代，人们对电子在原子中的存在方式有过各种不同的推测。湯姆森的梅子布丁模型是比較古早的原子模型，發表於1904年，湯姆森主張，原子是電子散布於呈球形均勻分布的帶正電物質內部，就如同梅子散布於布丁內部一般。由於原子的質量是電子的幾千倍，湯姆森認為，每個質量為m的原子大約含有1000m個電子。為了便於分析，湯姆森將電子排列成一系列共面的同心圓樣式，同心圓的半徑越大，電子排列的數量越大。當數量超過某閾值，同心圓會變得不穩定，為了維持原子的穩定性，會形成一個新的更大的同心圓，超額電子會移動到新的同心圓，這些超額電子決定了元素的化學性質。:18-22:152
在歐尼斯特·拉塞福的指導下，漢斯·蓋革和欧内斯特·马斯登於1909年做實驗照射α粒子於薄金箔紙，這就是著名的拉塞福散射實驗，其展示出α粒子可以被大角度散射，因此徹底推翻了湯姆森的梅子布丁模型。兩年後，拉塞福設計出拉塞福模型。在這模型裏，原子的中心有一個帶正電、帶質量的原子核，在原子核的四周是帶負電的電子雲。從拉塞福模型，拉塞福推導出散射公式，其預測與實驗結果相符合。然而，在拉塞福散射實驗裡，主角是原子核，而電子並不重要，因此拉塞福不能空口無憑地給出原子的電子組態，也無法用這模型對於化學結合、元素列表、原子光譜給出解釋。儘管拉塞福模型並不完備，它為後來的波耳模型奠定了良好的基礎。:51-53
於1913年，尼爾斯·波耳提出了波耳模型。在这模型中，电子穩定运动於原子的特定轨域，其具有特定的能級。距离原子核越远，轨域的能級就越高。當电子從高能級轨域，跃迁到低能級轨域时，它会釋出能量。相反的，从低能級轨域跃迁到高能級轨域，则會吸收能量。藉著這些量子化轨域，波耳正確地計算出氫原子光譜。在那時期，波耳模型的理論基礎似乎異乎尋常，很難令人信服，但是，它的預測與很多與實驗結果相符合。波耳模型並不能夠解釋光譜的相對強度，也無法計算出更複雜原子的光譜，這些難題尚待後來量子力學給出合理解釋。:53-57
在化學裡，幾個原子怎樣結合成為化合物或分子在研究物質性質方面是很重要的論題，對於各種不同元素而言，結合能力與結合成果的差異很大，而且與不同元素的原子結構有關。在1897 年，電子的發現首先揭露出原子結構的艱深奧秘。之後，隨著描述原子結構的原子模型的改善，關於原子結合的論述也變得越加有條有理，並且經得起越加嚴格的實驗檢試。:2-31904年，在湯姆森提出梅子布丁模型的那年，理查德·阿贝格提議，採用新發現的電子來詮釋化合價，其先前的詮釋為原子在結合時的化學鍵數量，新的詮釋則為原子在結合時給出或獲得的電子數量。1907年，湯姆森提議，兩個原子之間的極性鍵指的是電子從一個原子轉移到另一個原子。1914年，他承認除了極性鍵以外，還存在有非極性鍵，並且粗略推測電子與非極性鍵的關係。:152-153

立方原子模型。

美國物理化學學者吉爾伯特·路易斯於1902年提出立方原子模型。按照這模型，每個電子被排列在立方體的一個定點，而原子核的位置則是在立方體的中心，假若立方體的八個定點都被填滿，則會有一個新的更大的同心立方體提供給電子排列。他的模型能夠推斷出週期表前面十幾個元素的電子數量，除了氦元素以外。他的模型還可以解釋極性化合物（離子化合物）的形成機制，但無法解釋非極性化合物的形成機制。直到1916年，他才發表這些早期論述，他並且提議，結合成分子的兩個原子之間的非極性鍵是一對共用電子。這非極性鍵被稱為共價鍵。這一對共用電子稱為「電子對」。他的提議對於現代化學產生重大影響。基本而言，極性鍵與非極性鍵的物理行為都相同：原子與原子共同分享電子。:206-2081919年，歐文·朗繆爾將路易斯的立方形原子模型加以改良延伸，他提議，所有電子都分佈於一層層同心的（接近同心的）、等厚度的球形殼。他又將每個球形殼分為幾個細胞，每一個細胞都佔有同樣面積的球形殼，都含有最多一對電子。朗繆爾的模型能夠解釋那時期所有已知元素的化學性質。應用埃爾溫·薛丁格新提出的量子力學理論與沃爾夫岡·包立的包立不相容原理，瓦尔特·海特勒和弗里茨·伦敦於1927年對於最簡單的案例，氫分子的共價鍵形成機制，給出合理解釋。:155-158:228
為了解釋鹼金屬光譜的雙重線結構，1924年，奧地利物理學者沃爾夫岡·包立提議特別設定一個自旋量子數，其數值只能在{\displaystyle +1/2}與{\displaystyle -1/2}這兩個數值中挑選一個數值，電子在原子裡的量子態可以用一組參數來設定，這一組參數為主量子數{\displaystyle n}，角量子數{\displaystyle \ell }，磁量子數{\displaystyle m_{\ell }}和自旋量子數{\displaystyle m_{s}}。按照包立所創建的包立不相容原理，在原子裡的每一個電子都處於不同的量子態:220-222:199-200。隔年，為了解釋反常塞曼效應，荷蘭物理學家塞缪尔·古德斯米特和喬治·烏倫貝克提議，除了運動軌域的角動量以外，電子還擁有內在的角動量，稱為自旋，電子的自旋為{\displaystyle 1/2}，在磁場作用下，沿著磁場方向可以是上旋{\displaystyle +1/2}或下旋{\displaystyle -1/2}，這是電子在原子裡的自旋量子數:726-730。

### 量子力學
為了要解釋光電效應的物理機制，阿爾伯特·愛因斯坦於1905年提出了光的波粒二象性，即光具有粒子性與波動性。:2111924年，法國物理學者路易·德布羅意在博士論文《量子理论研究》裏提議，如同光波一般，物質也具有波粒二象性，因此，在適當狀況下，電子會顯示出波動性。:207-2101927年，英國物理學家喬治·湯姆森做實驗照射相對論性電子束於金屬薄膜，同年，美國物理學家柯林頓·戴維森和雷斯特·革末做實驗照射低能量電子束於鎳晶體，這兩個實驗都分別測得各自特徵的干涉圖案，因此證實電子具有波動性。:424-433

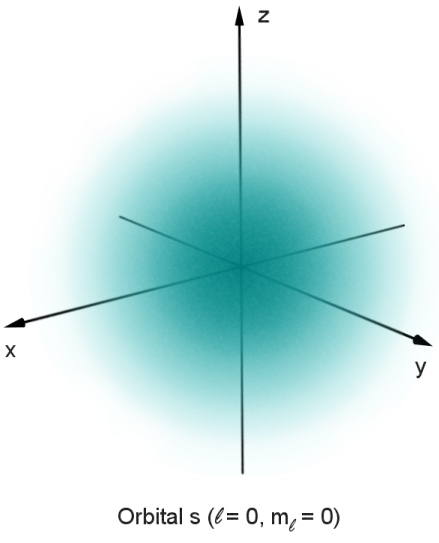
在量子力學裏，束縛於原子內部的電子的物理行為可以用原子軌域來描述，這軌域並不是軌道，而是機率幅。機率分佈是機率幅絕對值的平方。此圖顯示1s原子軌域。在每個位置的色彩濃淡表示電子處於那位置的相對機率。

德布羅意的波粒二象性論述給予埃爾溫·薛丁格寶貴啟示：既然粒子具有波動性，那麼必定存在有波動方程能夠描述粒子的波動行為。經過一番努力，薛丁格於1926年找到了這波動方程，後來稱為薛丁格方程，是量子力學的基礎方程之一。使用這方程，薛丁格計算出氫原子光譜的頻率數值，其符合實驗結果。不久之後，學者們使用這方程來成功預測其它原子、分子、離子等的性質。對於為什麼在原子裡的電子會穩定地運動於特定的能級軌域，這方程也能給出合理解釋，雖然它不能決定性地給出電子的運動軌道，即電子在任意時間的位置，但是，它可以計算出電子處於某位置的機率，也就是說，在某位置找到電子的機率。:４:163-166
薛丁格方程並沒有涉及到相對論效應。為了要涵蓋相對論效應，必須將薛丁格方程加以延伸。1928年，保羅·狄拉克發表了狄拉克方程，其能夠描述相對論性電子的物理行為，例如，電子自旋。:166-167為了要解釋狄拉克方程式的自由電子解所遇到的反常的負能量態問題，他預言宇宙中存在有正電子，即電子的反粒子，與電子的質量相同，電性相反。1932年，卡爾·安德森做宇宙射線實驗在云室的轨迹中发现了正電子。:190-193
根據狄拉克理論，氫原子的兩個{\displaystyle 2S_{1/2}}與{\displaystyle 2P_{1/2}}能態應該是簡併態，不會有能量差值，然而，威利斯·蘭姆與研究生羅伯特·雷瑟福於1947年在哥倫比亞輻射實驗室做實驗發現，這兩個能階間竟然出現微小能量差值。這現象稱為蘭姆位移。:332-333從1946年至1948年，波利卡普·庫施和亨利·福立在共同完成的一系列實驗中，發現電子的異常磁矩，即電子的磁矩比狄拉克理論的預估稍微大一點。:221-2221940年代，朝永振一郎、朱利安·施溫格和理察·費曼等創建了量子電動力學，其可以對於這些現象給出合理解釋。

### 粒子加速器
汤姆孙於1897年發現電子這創舉所使用的陰極射線管就是一種原始簡單的粒子加速器，其利用兩個電極之間的電壓差來促使電子加速。自從那突破性發現後，隨著科技的發展，半個世紀後，粒子加速器已發展成為研究亞原子粒子不可或缺的工具。:361942年，伊利諾大學香檳分校物理學者唐納德·克斯特首先成功地利用電磁感應將電子加速至高能量。在他領導下，貝他加速器最初的能量達到2.3MeV，後來更達到300MeV。:35-361947年，在通用電器研究實驗室，赫伯特·坡拉克使用70MeV電子同步加速器發現了同步輻射，即移動於磁場的相對論性電子因為加速度而發射的輻射。:40
1968年，第一座粒子束能量高達1.5GeV的粒子對撞機大儲存環對撞機在義大利的核子物理國家研究院開始運作。這座對撞機能夠將電子和正電子反方向地分別加速。與用電子碰撞一個靜止標靶相比較，這方法能夠有效地使碰撞能量增加一倍。1974年11月11日，伯顿·里克特實驗團隊使用史丹福直線加速器中心那時新裝置的電子和正電子對撞機史丹福正負電子非對稱圈（SPEAR）與丁肇中實驗團隊在布魯海文國家實驗室分別獨立探測到一種新的次原子粒子，後來命名為J/ψ介子。該發現意味著魅夸克的存在，並且證實了夸克理論的正確性，被視為是規範場論與量子色動力學的一大勝利，後來被稱為「十一月革命」。:344-346隔年，馬丁·佩爾實驗團隊使用同樣對撞機探測到陶子。:第5章1979年，德國電子加速器的正負電子串接環加速器（PETRA）的TASSO 實驗團隊發現膠子存在的證據。
從1989年運行到2000年，位於瑞士日內瓦近郊的歐洲核子研究組織的大型電子正子對撞機，其能夠實現高達209GeV的碰撞能量。這對撞機曾經完成多項實驗，對於考練與核對粒子物理學的標準模型的正確性做出重大貢獻。

## 物理特性

### 粒子分類
根據粒子物理學的標準模型，電子是基本粒子，凡是自旋為半奇數的基本粒子都是費米子，電子是費米子，因為電子的自旋是 {\displaystyle 1/2}，費米子又分為輕子與重子兩種，它們的主要不同之處是輕子不涉及強相互作用，因此，電子是輕子。在所有帶電的輕子中，電子的質量最小，屬於第一代基本粒子。緲子和陶子分別為第二代和第三代的帶電輕子。它們的帶電量、自旋和所涉及到的基本交互作用都與電子相同。:1220-1222, 1226-1227

### 基本性質
電子的質量大約為9.109 × 10−31kg或5.489 × 10−4amu。根據阿爾伯特·愛因斯坦的質能等價原理，這質量等價於0.511 MeV靜止能量。質子質量大約為電子質量的1836倍。天文測量顯示出，至少在最近這半個宇宙年齡期間，這質量比例都保持穩定不變，與標準模型所預測的相符合。
電子所帶有的電量是基本電荷的電量：-1.602 × 10−19庫侖。這是亞原子粒子所使用的電荷單位的電量。在實驗準確極限內，電子的絕對帶電量與質子相等，但正負號相反。基本電荷通常用符號 {\displaystyle e\,\!} 表示。電子用符號 {\displaystyle e^{-}\,\!} 表示；正電子用符號 {\displaystyle e^{+}\,\!} 表示；其中，正負號分別表示正負電荷。除了所帶有電荷的正負號不同以外，正電子與電子所具有的其它性質都相同。:21
電子擁有內秉的角動量，稱為自旋。電子的自旋量子數為 {\displaystyle 1/2\,\!}。通常，當談到這性質時，電子會被指為是一種自旋1/2粒子。對於這種粒子，自旋角動量是 {\displaystyle {\sqrt {3}}\hbar /2\,\!}。假設量度自旋的投影於任意坐標軸，則獲得的答案只能為 {\displaystyle \pm \hbar /2\,\!}。沿著自旋軸，電子的內在磁矩大約為1波耳磁元，或9.274 009 15（23）×10−24焦耳/特斯拉。
大多數物理學者認為，電子是一個點粒子，沒有任何空間延伸，電子沒有任何次結構。:1227在現代理論物理學裡，關於電子半徑的論題是很具挑戰性的問題。:1承認電子具有有限半徑這假定不符合相對論的前提，因為，這將導致切向速度快於光速，:74:172然而，假定電子為點粒子，半徑為零，則會造成嚴峻數學困難，因為電子的自能會趨於無窮大。:44-57從觀測束縛於潘寧阱內的電子，物理學家推斷電子半徑的上限為10−22公尺。經典電子半徑是2.82 × 10−15m。蘭姆位移研究揭露，電子的電荷是大致分布於半徑為電子電子康普頓半徑的圓球形區域，電子康普頓半徑的數值為3.86 × 10−13m。:5-6
很多基本粒子會自發衰變成質量更輕的粒子，緲子就是一個很好的例子。平均壽命為2.2 × 10−6秒的緲子會衰變成一個電子、一個微中子和一個反微中子。從现有理論論證，電子是很穩定的：電子是質量最輕的帶電粒子，它的衰變會違反電荷守恆定律。電子平均壽命的實驗最低限是6.6×1028年，置信水平是90%。
如同所有其它微觀粒子，電子具有粒子性和波動性。這性質稱為波粒二象性。在雙縫實驗裏，單獨粒子能夠同時通過兩條狹縫，並且自己與自己相互干涉，造成了顯示於偵測屏障的明亮條紋和黑暗條紋，使用高階的實驗設備，又可以觀測到，電子總是以一顆顆粒子的方式抵達偵測屏障
電子是全同粒子。沒有任何方法能夠分辨出一個電子與另一個電子有甚麼不同。由於電子的自旋為半整數，電子是費米子，遵循泡利不相容原理，任意兩個電子都不能佔有同樣的量子態。這原理解釋了許多有關電子在原子內的性質，例如，在原子內，每個原子軌域最多只能容納兩個電子，為了符合反對稱性，必須一個電子的自旋往上，另一個電子的自旋往下，而不是所有的束縛電子都佔有同樣一個最低能級的軌域。:210-214

### 虛粒子
物理學者認為，空間會繼續不停地生成一對一對的虛粒子，例如，正負電子虛對，而在生存短暫的一段時間後，這些成對的虛粒子會相互湮滅。在這過程裏，假若要偵測生成的虛粒子，生成虛粒子所需要的能量漲落 {\displaystyle \Delta E\,\!}，虛粒子能夠被偵測所需要的存在時間 {\displaystyle \Delta t\,\!}，必須滿足海森堡不確定原理所設定的偵測底限，{\displaystyle \Delta E\Delta t\geq \hbar \,\!}；其中，{\displaystyle \hbar \,\!} 是約化普朗克常數。實際而言，生成這些虛粒子所需要的能量 {\displaystyle \Delta E\,\!}，可以從真空暫時借用一段時間 {\displaystyle \Delta t\,\!}，只要它們的乘積小於約化普朗克常數 {\displaystyle \hbar \,\!} 就行。這樣，理論上不會被儀器偵測出來，也不會違反海森堡不確定原理。根據這推理，對於虛電子，{\displaystyle \Delta t\,\!} 最多是1.3 × 10−21秒。 :80

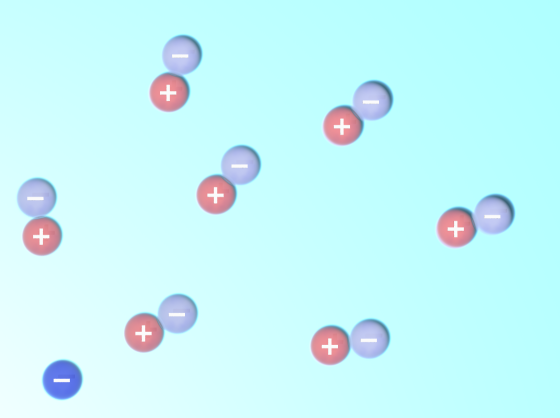
略圖顯示正負電子虛對的隨機性地出現於一個電子（左下方）的附近。

如左圖所示，正負電子虛對會隨機性地出現於一個電子（圖內左下方）的附近。當正負電子虛對尚然存在的時候，虛正電子會感受到原本電子施加的吸引性庫侖力，而虛電子則會感受到排斥性庫侖力，因此造成真空極化，真空變得好像一個具有電容率 {\displaystyle \epsilon >1\,\!} 的電介質，電子的有效電荷量變得小於真實裸電荷量，而且隨著離原本電子距離的增加而遞減，直到距離大於電子康普頓波長為止。:69-70通过1997年用日本崔斯坦粒子加速器完成的實驗，真空極化理論得到了强有力的證實。對於電子的質量，虛粒子也會造成屏蔽效應
虛粒子交互作用能夠解釋，在電子的內在磁矩與波耳磁元之間，微小的偏差（大約是磁矩的0.1%），稱為異常磁矩。這理論結果超特準確地與實驗測定的數值相符合。無可否認地，在這裡，量子電動力學交出了一份漂亮的成績單。:221-222
在經典物理學裏，描述電子為具有內秉的角動量與磁矩的點粒子的明顯悖論，可以用電子的電場所生成的虛光子來解釋。這些虛光子會被電子持續不斷的吸收與再發射，因此促使電子快速地震顫，這震顫運動稱為顫動，由於虛光子具有角動量，顫動會造成電子的進動。通過時間平均，導致質量與電荷的環流，這樣，點粒子可以表現出有限尺寸粒子所具有的性質，包括自旋、磁矩。:74顫動與真空極化共同造成了從譜線實驗觀測到的蘭姆位移。:5:245-247

### 交互作用

帶有電量 的粒子以速度 移動於磁場 （磁場的方向是從銀幕指向眼睛），該粒子因感受到勞侖茲力的作用而呈現出的可能運動軌道。

電子是帶負電粒子，其所產生的電場，會吸引像質子一類的帶正電粒子，也會排斥像電子一類的帶負電粒子，這些現象所涉及的作用力遵守庫侖定律。:58-61一群電子在空間中的移動會形成電流，安培定律描述電流與磁場彼此之間的關係。:225-236法拉第感應定律描述時變磁場怎樣感應出電場。電磁感應是發電機的運作原理。:134
根據經典電動力學，一個任意移動的帶電粒子，必須經過一段傳播時間，才能夠將其影響傳播到場位置，在場位置產生對應的推遲勢，稱為黎納-維謝勢。:429-434任意移動的帶電粒子所產生的電場和磁場，可以從黎納-維謝勢求得，也可以用傑斐緬柯方程式直接計算出來。:427-429應用狹義相對論，也可以推導出同樣的結果。:525-532
移動於磁場的電子，會感受到勞侖茲力的作用，這勞侖茲力垂直於磁場與電子速度這兩個向量所決定的平面，是向心力，因此電子會按照螺旋軌道移動於磁場，螺旋軌道的半徑稱為迴轉半徑，:205由於螺旋運動涉及加速度，電子會發射電磁輻射，對於這過程，非相對論性電子發射的電磁輻射稱為迴旋輻射，而相對論性電子發射的則稱為同步輻射。:288發射電磁輻射的同時，非相對論性電子也會感受到一種反衝力，稱為阿布拉罕-勞侖茲力，其能減緩電子的移動速度。阿布拉罕-勞侖茲力是一種由電子所產生的電磁場施加於自身的自作用力，是一種輻射反作用力。:465-472

費曼圖表示電子感受到由光子傳遞的電磁交互作用。

在量子電動力學裏，粒子與粒子之間傳遞電磁交互作用的玻色子是光子。一個不呈加速度運動的孤獨電子，是無法發射或吸收真實光子的，因為這會違背能量守恆定律和動量守恆定律，然而，虛光子不須遵守這禁忌，虛光子可以擔當傳輸動量於兩個帶電粒子之間的責任，:64-65例如，兩個帶電粒子互相交換虛光子，從而形成了庫侖力。:61假設一個移動中的電子，因為感受到一個帶電粒子（像質子）所產生的電場的庫侖力，而被偏轉，則電子會因為加速度運動而發射電磁輻射，這稱為制動輻射。:277ff

一個電子移動於原子核所產生的電場，會被電場的庫侖力偏轉，因而發射轫致辐射。電子的能量的改變 ，決定了發射光子的頻率。

康普頓散射是光子與自由電子之間的彈性碰撞。這種碰撞涉及動量和能量的傳輸於兩個粒子之間，會改變光子的波長，這差值的最大值，稱為康普頓波長，以方程式表達為 {\displaystyle h/m_{e}c}；其中，{\displaystyle h} 是普朗克常數，{\displaystyle m_{e}} 是電子質量，{\displaystyle c} 是光速。電子的康普頓波長為2.43 × 10−12 m。由於光子波長差很微小，很難被觀測到，除非波長差與波長的比率很大，即光子的波長也很短，才可被觀測到，因此，通常在X射線與伽瑪射線實驗裏才會觀測到康普頓效應。:137-138對於波長較長的光波，光子的動量可以被忽略，這種經典電磁學散射被稱為湯姆森散射。:694ff
當電子與正電子相互碰撞時，它們會互相湮滅對方，同時生成兩個以上，偶數的伽馬射線光子，以180°相對角度發射出去。假若，可以忽略電子和正電子的動量，則這碰撞可能會先形成電子偶素原子，然後再湮滅成為兩個0.511 MeV伽馬射線光子。:90-91反過來看，高能量光子可以轉變為一個電子和一個正電子，這程序稱為成對產生。但是，由於違背了動量守恆定律，單獨光子不可能會發生成對產生。只有在像原子核等等的帶電粒子附近，由於庫侖作用，能量大於1.022 MeV的光子才有可能發生成對產生。:91-92
弱交互作用有兩種，載荷流交互作用與中性流交互作用。載荷流交互作用的媒介是帶電性的W玻色子。通過發射W−玻色子或吸收W+玻色子，電子可轉變為電微中子；逆反過來，通過發射W+玻色子或吸收W-玻色子，電微中子也可轉變為電子。:307-308中性流交互作用的媒介是中性的Z玻色子，例如，微中子-電子散射或電子-電子散射。注意到電子-電子散射也可以用光子為媒介，任何以光子為媒介的過程都能夠以Z玻色子為媒介，對於基於電子-電子散射的庫侖定律，以Z玻色子為媒介的過程會給出微小修正。:72-73

### 原子和分子
原子是由原子核與電子組成，由於庫侖力的作用，原子內部的電子被原子核吸引與束縛。假若，束縛電子的數目不等於原子核的質子數目，則稱此原子為離子。在原子內部，原子軌域描述束縛電子的物理行為。每一個原子軌域都有自己獨特的一組量子數，像主量子數、角量子數和磁量子數。原子軌域的主量子數設定能級，角量子數給出軌角動量，而磁量子數則是軌角動量對於某特定軸的量子化投影。根據泡利不相容原理，每一個原子軌域只能容納兩個電子，而這兩個電子的自旋波函數為反對稱，一個自旋向上，另一個自旋向下:210-217。

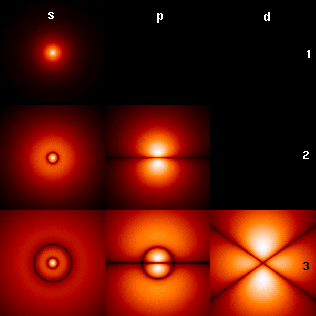
電子的機率密度繪圖。橫排顯示不同的角量子數 ,豎排顯示不同的能級 。

處於一個原子軌域的電子，經過發射或吸收光子的過程，可以躍遷至另外一個原子軌域。發射或吸收的光子的所涉及的能量必須等於軌域能級的差值。:159-160電子也可以藉著與它粒子的碰撞，或靠著俄歇效應，躍遷至別的軌域。:173假若，束縛電子獲得的能量大於其束縛能的能量，則這束縛電子可以逃離原子，成為自由電子。例如，在光電效應裏，一個能量大於原子電離能的入射光子，被電子吸收，使得電子有足夠的能量逃離原子。:127-132
電子的軌角動量是量子化的。由於電子帶有電荷，其軌磁矩與軌角動量成正比。原子的淨磁矩是原子核與每一個電子的軌磁矩和自旋磁矩的總向量和（欲知道更詳細的資料，請參閱自旋-軌道作用）。但是，與電子的磁矩相比，核磁矩顯得超小，可以忽略。處於同樣軌域的兩個偶電子會互相抵銷對方的自旋磁矩。
在原子與原子之間的化學鍵形成的物理機制是電磁作用，但是只有利用量子力學理論才能給出完整說明。:68幾種常見的化學鍵為離子鍵、共價鍵和金屬鍵。在離子化合物裏，正離子和負離子會通過靜電作用形成離子鍵。在共價化合物裏，原子與原子之間通過共用電子形成共價鍵。在金屬裏，自由電子與排列成晶格狀的金屬離子之間的靜電吸引力形成金屬鍵。:4–10
在分子內部，電子的運動會同時受到幾個原子核的影響，電子佔有分子軌域，就好像在單獨原子內部佔有原子軌域一般。遵守泡利不相容原理，每一個分子軌域只能容納兩個自旋相反的電子，稱為「電子偶。電子是按照能量增加的順序來佔有分子軌域，就如同原子軌域一般。不同的分子軌域有不同的電子機率密度分佈。例如，鍵結軌域利用分子轨道理论來說明最簡單的σ键案例，两个分子轨道是由两个1s原子轨道形成，能量較低的分子轨道稱為「成键轨道」，又稱為「σ轨道」，相应的键稱為「σ键」，能量較高分子轨道稱為「反键轨道」，又稱為「σ*轨道」，相应的键稱為「σ*键」。分子在基态时，构成化学键的电子通常处在成键轨道中，而让反键轨道空着。:318-319

### 電傳導和熱傳導

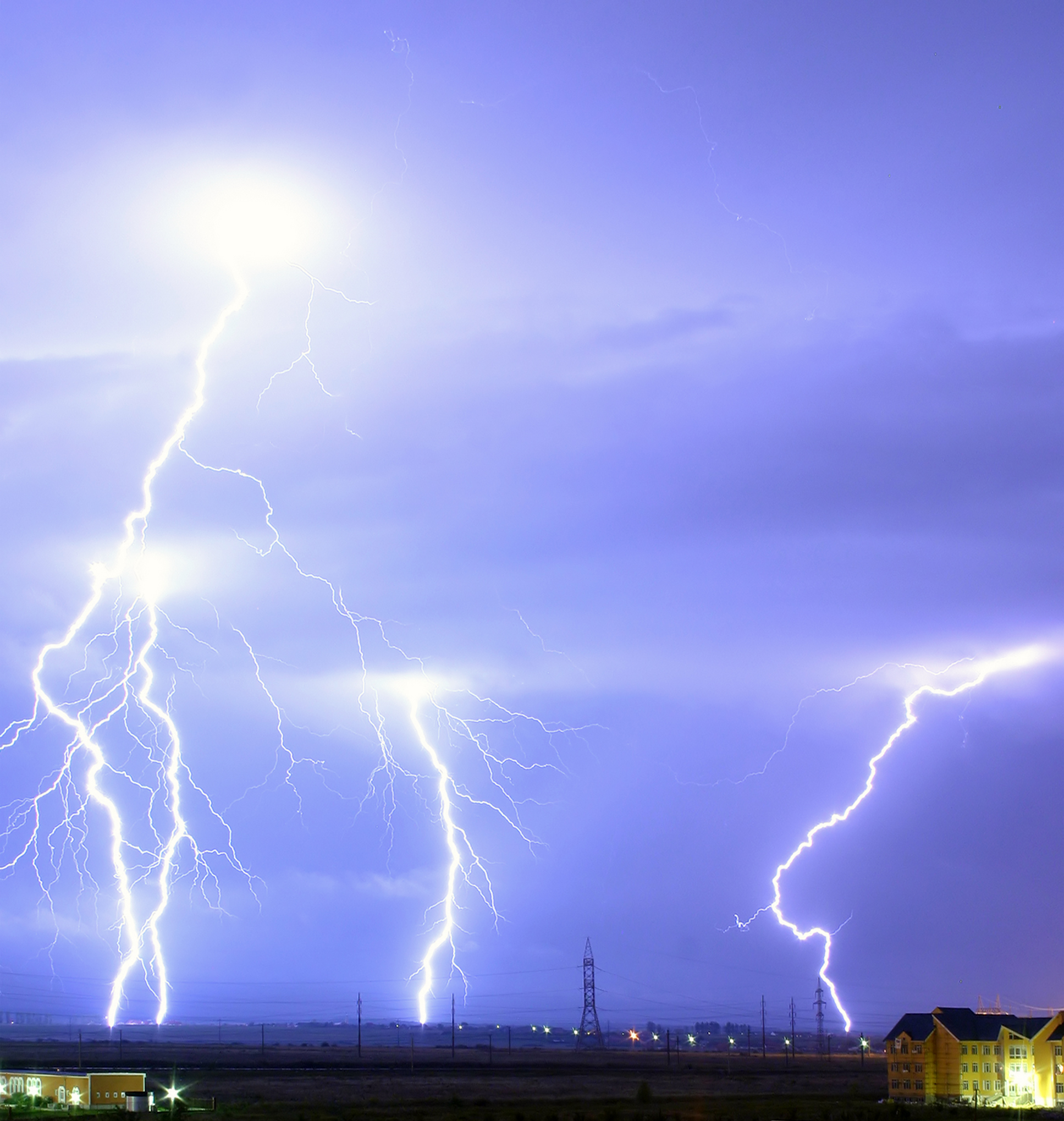
閃電機制涉及電子或離子從雲層向地面流動或從地面向雲層流動。

電導率是表示物質傳輸電流的強弱能力的一種測量值。當施加電壓於導體的兩端時，電子會從低電勢處朝著高電勢處移動，因而產生電流。依照慣例，對於導體，電流的方向與電子移動的方向恰巧相反。銅和金都是優良導體；而玻璃和橡膠則都是不良導體。:285-288在電介質裏，電子束縛於各自所屬的原子內，電介質的性質就好像絕緣質一樣。金屬物質擁有電子能帶結構，其電子能帶還沒有完全被電子填滿。這些尚未填滿的電子能帶，容許金屬內一些電子的舉止，好似自由電子或離域電子一般，與任何一個原子都沒有連結。當施加電場於金屬時，這些電子可以自由的移動於金屬，就像氣體移動於其容器內一般，稱這些電子為費米氣體或「自由電子費米氣體」:218-229。
德鲁德模型是一種「經典自由電子模型」，不涉及到量子力學。按照這模型，帶正電的原子核固定於晶格點，而自由移動於金屬內部的傳導電子是原子的價電子，其帶有負電。使用氣體動力論來描述傳導電子的物理行為，:2-3德鲁德模型可以成功地推導出歐姆定律、電傳導與熱傳導彼此之間的關係，可是，按照這模型，熱傳導與電子熱容量有關，而做實驗並沒有觀測到這麼強烈的關係，:22-23這主要是因為經典麦克斯韦-玻尔兹曼分布無法描述電子的機率分布。:133
阿諾·索末菲將德茹德模型加以延伸，將量子力學的包立不相容原理納入考量，用費米-狄拉克分布來描述電子的機率分布，他成功發展出德茹德-索莫菲模型，又稱為「自由電子模型」，而在導體內的電子則被稱為「自由電子費米氣體」。:30:135德茹德-索莫菲模型正確說明了為什麼電子在室溫下的運動並沒有對於熱容量給出可觀察到的貢獻，又說明了在非常低溫度（幾度Ｋ）狀況下，電子貢獻會超過離子貢獻，因此變得很重要，與溫度成正比。通過做實驗獲得的比例結果顯示，鹼金屬與抗腐蝕金屬（例如銅、金、銀等）的熱容量可以用自由電子模型來估算。:47-49
自由電子模型是很簡單的模型，其沒有將週期性晶格位勢、電子-聲子相互作用、電子-電子相互作用納入考量。更進階的費米液體理論將自由電子模型加以延伸，假若電子所感受到的相互作用很微弱，則傳導電子仍舊可以被視為自由準電子，其擁有不同的有效質量。費米液體理論是許多摩登固態理論的起跑點，例如BCS理論，但是，對於高溫超導現象的解釋，它遇到很多困難。:161-162
超導現象指的是，在足夠低溫狀況下，物質失去電阻的現象。1950年，赫伯特·弗勒利希建議，超導機制涉及到電子與物體晶格震動的耦合。從這建議，約翰·巴丁、利昂·庫珀與約翰·施里弗合作創建了BCS理論，其能夠完全解釋常規超導現象。BCS理論表明，電子與晶格之間的交互作用導致形成稱為庫珀對的成對的電子，庫珀對能夠絲毫沒有阻礙地移動於物體內部。物體可以被視為正離子的晶格沉浸在電子雲裡，當電子通過晶格時，負電子會吸引正離子，使得正離子微小地移動，這動作促成一個正價區域，其會吸引另外一個電子，形成了庫珀對。由於庫珀對的結合能很弱，庫珀對很容易被熱能拆散，因此超導現象通常只會出現在非常低溫狀況下。。

### 相對論性電子的性質
根據愛因斯坦的狹義相對論，相對於觀測者的參考系，電子的移動速度越快，電子的相對論性質量（總能量）也越大，因而使得電子繼續加速所需要的能量越來越大，在接近光速時，趨向於無窮大。因此電子的移動速度可以接近光波在真空的傳播速度 {\displaystyle c\,\!}，但絕不會達到 {\displaystyle c\,\!}:20-24。
光波傳播於像水一類的電介質的速度 {\displaystyle v_{L}\,\!}，會明顯地小於 {\displaystyle c\,\!}。假設，將相對論性電子（電子的速度接近 {\displaystyle c\,\!} ）入射於這一類的電介質，則相對論性電子在此電介質內的移動速度，會暫時地大於光波傳播於此電介質的速度 {\displaystyle v_{L}\,\!}。當相對論性電子移動於此類電介質內部時，由於與電介質相互作用，會產生一種很微弱的輻射，稱為契忍可夫輻射。

勞侖茲因子與速度的關係線圖。當速度超小於 時，勞侖茲因子大約為1，當速度趨向 時，勞侖茲因子趨向無限大。

狹義相對論的效應要視勞侖茲因子的大小而決定。勞侖茲因子 {\displaystyle \gamma \,\!} 以方程式定義為
{\displaystyle \gamma {\stackrel {def}{=}}1/{\sqrt {1-v^{2}/c^{2}}}\,\!}；
其中，{\displaystyle v\,\!} 是粒子的速度。
一個電子的動能 {\displaystyle K_{e}\,\!} 是
{\displaystyle K_{e}=(\gamma -1)m_{e}c^{2}\,\!}；
其中，{\displaystyle m_{e}\,\!} 是電子的靜質量。
例如，史丹福直線加速器可以將電子加速到大約51 GeV。由於電子的靜質量大約為0.51 MeV，對應的 {\displaystyle \gamma \,\!} 值接近100,000。給予同樣的速度，這電子的相對論性動量 {\displaystyle \gamma m_{e}v\,\!} 是經典力學預測的動量 {\displaystyle m_{e}v\,\!} 的100,000倍。
電子也擁有波動行為，其德布羅意波長 {\displaystyle \lambda \,\!} 以方程式表達為 {\displaystyle \lambda =h/p\,\!}；其中，{\displaystyle h\,\!} 是普朗克常數，{\displaystyle p\,\!} 是動量。對於前述的51 GeV電子，{\displaystyle \lambda \,\!} 大約為2.4 × 10−17 m，這波長的尺寸相當微小，所以，實驗者可以用電子來精密地探測原子核的內部結構。

## 電子天文學理論

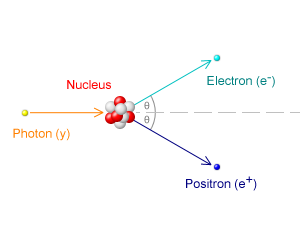
高能量光子能夠與原子核的庫侖場相互作用，從而生成電子和正子。這過程稱為電子正子成對產生。

在眾多解釋宇宙早期演化的理論中，大爆炸理論是比較能夠被物理學界廣泛接受的科學理論:2。在大爆炸的最初幾秒鐘時間，溫度遠遠高過100億K。那時，光子的平均能量超過1.022 MeV很多，有足夠的能量來生成電子和正子對:第2.1.4節。這過程稱為電子正子成對產生，以公式表達為
{\displaystyle \gamma +\gamma \leftrightharpoons \mathrm {e} ^{+}+\mathrm {e} ^{-}\,\!}；
其中，{\displaystyle \gamma \,\!} 是光子，{\displaystyle \mathrm {e} ^{+}\,\!} 是正子，{\displaystyle \mathrm {e} ^{-}\,\!} 是電子。
同時，電子和正子對也在大規模地相互湮滅對方，並且發射高能量光子。在這短暫的宇宙演化階段，電子，正子和光子努力地維持著微妙的平衡。但是，因為宇宙正在快速地膨脹中，溫度持續轉涼，在10秒鐘時候，溫度已降到30億K，低於電子-正子生成過程的溫度底限100億K。因此，光子不再具有足夠的能量來生成電子和正子對，大規模的電子-正子生成事件不再發生。可是，電子和正子還是繼續不段地相互湮滅對方，發射高能量光子:第2.1.4節。由於某些尚未確定的因素，在輕子生成過程中，生成的電子多於正子。否則，假若電子數量與正子數量相等，現在就沒有電子了:110-112。不只這樣，由於一種稱為重子不對稱性的狀況，質子的數目也多過反質子，大約每1億個粒子對與光子中，就會有一個額外的質子:134。很巧地，電子存留的數目跟質子多過反質子的數目正好相等。因此，宇宙淨電荷量為零，呈電中性。
假若溫度高於10億K，任何質子和中子結合而形成的重氫，會立刻被高能量光子光解。在大爆炸後100秒鐘，溫度已經低於10億K，質子和中子結合而成的重氫，不再會被高能量光子光解，存留的質子和中子開始互相參予反應，形成各種氫的同位素和氦的同位素，和微量的鋰和鈹。這過程稱為太初核合成:第2.1.5節。
在大約1000秒鐘時，溫度降到低於4億K。核子與核子之間，不再能靠著高速度隨機碰撞的機制，克服庫侖障壁，互相接近，產生核融合。因此，太初核合成過程無法進行，太初核合成階段大致結束:第2.1.6節。任何剩餘的中子，會因為半衰期大約為614秒的負貝他衰變，轉變為質子，同時釋出一個電子和一個反電微中子：
{\displaystyle \mathrm {n} \Rightarrow \mathrm {p} +\mathrm {e} ^{-}+{\bar {\mathrm {\nu } }}_{\mathrm {e} }\,\!}；
其中，{\displaystyle \mathrm {n} \,\!} 代表中子，{\displaystyle \mathrm {p} +\,\!} 代表質子，{\displaystyle {\bar {\mathrm {\nu } }}_{\mathrm {e} }\,\!} 代表反電微中子。
在以後的377,000年期間，電子的能量仍舊太高，無法與原子核結合。在這時期之後，隨著宇宙逐漸地降溫，原子核開始束縛電子，形成中性的原子。這過程稱為復合。在這相當快的復合過程時期之後，大多數的原子都成為中性，光子不再會很容易地與物質相互作用。光子也可以自由地移動於透明的宇宙。
大爆炸的一百萬年之後，第一代恆星開始形成。在恆星內部，恆星核合成過程的各種核融合，會造成正子的生成（參閱質子-質子鏈反應和碳氮氧循環）。這些正子立刻會與電子互相湮滅，同時釋放伽瑪射線。結果是電子數目穩定地遞減，跟中子數目對應地增加。恆星演化過程會合成各種各樣的放射性同位素。有些同位素隨後會經歷負貝他衰變，同時發射出一個電子和一個反電微中子結果是電子數目增加，跟中子數目對應地減少。例如，鈷-60（60Co）同位素會因衰變而形成鎳-60。
質量超過20太陽質量的恆星，在它生命的終點，會經歷到引力坍縮，因而變成一個黑洞。按照相對論理論，黑洞所具有的超強引力，足可阻止任何物體逃離，甚至電磁輻射也無法逃離。但是，物理學家認為，量子力學效應可能會允許電子和正子生成於黑洞的事件視界，因而使得黑洞發射出霍金輻射。
當一對虛粒子，像正子-電子虛偶，生成於事件視界或其鄰近區域時，這些虛粒子的隨機空間分佈，可能會使得其中一個虛粒子，出現於事件視界的外部。這過程稱為量子穿隧效應。黑洞的引力勢會供給能量，使得這虛粒子轉變為真實粒子，輻射逃離黑洞。這輻射程序稱為霍金輻射。在另一方面，這程序的代價是，虛偶的另一位成員得到了負能量。這會使得黑洞淨損失一些質能。霍金輻射的發射率與黑洞質量成反比；質量越小，發射率越大。這樣，黑洞會越來越快地蒸發。在最後的0.1秒，超大的發射率可以類比於一個大爆炸。

高能量宇宙線入射於地球大氣層，造成了一陣持久的空中射叢。

宇宙線是遨遊於太空的高能量粒子。物理學者曾經測量到能量高達3.0 × 1020 eV的粒子。當這些粒子進入地球的大氣層，與大氣層的核子發生碰撞時，會生成一射叢的粒子，包括π介子。緲子是一種輕子，是由π介子在高層大氣衰變而產生的。在地球表面觀測到的宇宙線，超過半數是緲子。半衰期為2.2微秒的緲子會因衰變而產生一個電子或正子。正確的π−介子反應式為
{\displaystyle \mathrm {\pi } ^{-}\Rightarrow \mathrm {\mu } ^{-}+{\bar {\mathrm {\nu } }}_{\mathrm {\mu } }\,\!}，
{\displaystyle \mathrm {\mu } ^{-}\Rightarrow \mathrm {e} ^{-}+{\bar {\mathrm {\nu } }}_{\mathrm {e} }+\mathrm {\nu } _{\mathrm {\mu } }\,\!}；
其中，{\displaystyle \mathrm {\mu } ^{-}\,\!} 是緲子，{\displaystyle \mathrm {\nu } _{\mathrm {\mu } }\,\!} 是緲微中子，{\displaystyle {\bar {\mathrm {\nu } }}_{\mathrm {\mu } }\,\!} 是反緲微中子，{\displaystyle {\bar {\mathrm {\nu } }}_{\mathrm {e} }\,\!} 是反電微中子。

## 觀測

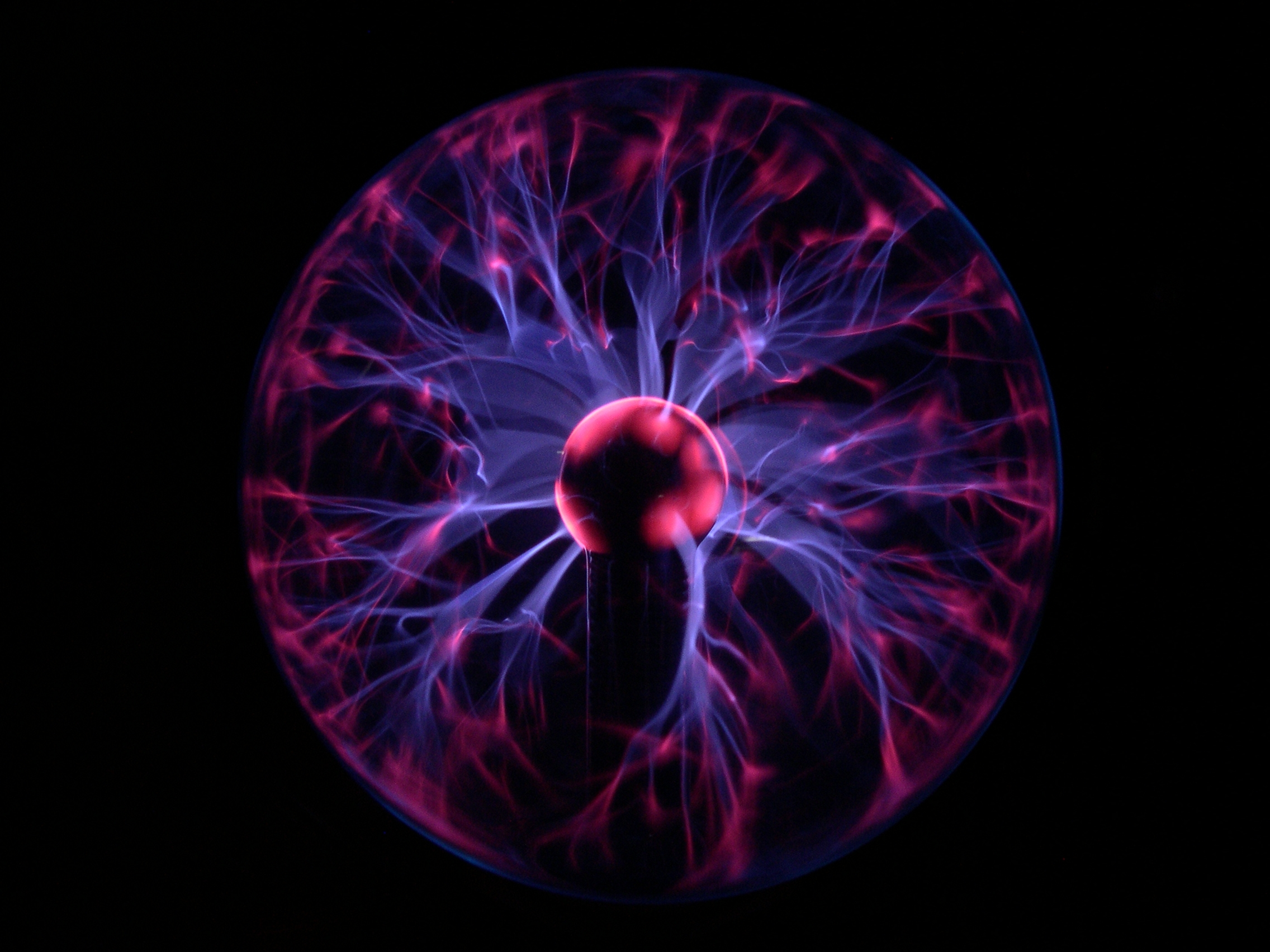
電漿燈內部的電子與離子重結合以後，從激發態躍遷至較低能級的量子態，同時釋放出電磁輻射。由於電磁輻射的頻率與電漿材料的性質有關，因而會顯示出各種不同的顏色。

靠著偵測電子的輻射能量，天文學家可以遠距離地觀測到電子的各種現象。例如，在像恆星日冕一類的高能量環境裏，自由電子會形成一種藉著制動輻射來輻射能量的電漿。電子氣體的電漿振盪是一種波動，是由電子密度的快速震盪所產生的波動。這種波動會造成能量的發射。天文學家可以使用無線電望遠鏡來偵測這能量。
根據普朗克關係式，光子的頻率與能量成正比。當一個束縛電子躍遷於原子的不同能級的軌域之間時，束縛電子會吸收或發射具有特定頻率的光子。例如，當照射寬帶光譜的光源所產生的光波於原子時，特徵吸收光譜會出現於透射輻射的光譜。每一種元素或分子會顯示出一組特徵吸收光譜，像氫光譜。光譜學專門研究光譜線的強度和寬度。細心分析這些數據，即可得知物質的組成元素和物理性質。
在實驗室操控條件下，電子與其它粒子的交互作用，可以用粒子偵測器來仔細觀察。電子的特徵性質，像質量、自旋和電荷等等，都可以加以測量檢驗。四極離子阱和潘寧阱可以長時間地將帶電粒子限制於一個很小的區域。這樣，科學家可以準確地測量帶電粒子的性質。例如，在一次實驗中，一個電子被限制於潘寧阱的時間長達10個月之久。1980年，由於各種先端科技的成功發展，電子磁矩的實驗值已經達到11個位數的精確度。在那時候，是所有由實驗得到的物理常數中，精確度最高的物理常數。
2008年2月，隆德大學的一組物理團隊首先拍攝到電子能量分佈的視訊影像。科學家使用非常短暫的閃光，稱為阿托秒脈衝，率先捕捉到電子的實際運動狀況。
在固態物質內，電子的分佈可以用角分辨光電子能譜學來顯像。應用光電效應理論，這科技照射高能量輻射於樣品，然後測量光電發射的電子動能分佈和方向分佈等等數據。仔細地分析這些數據，即可推論固態物質的電子結構。

## 應用領域

### 電子束
電子束焊接是應用於焊接領域的電子束科技。這焊接技術能夠將高達107瓦特／公分2能量密度的熱能，聚焦於直徑為0.3–1.3公釐的微小區域。使用這技術，技工可以焊接更深厚的物件，限制大部分熱能於狹窄的區域，而不會改變附近物質的材質。為了避免物質被氧化的可能性，電子束焊接必須在真空內進行。不適合使用普通方法焊接的傳導性物質，可以考慮使用電子束焊接。在核子工程和航天工程裏，有些高價值焊接工件不能接受任何瑕疵。這時候，工程師時常會選擇使用電子束焊接來達成任務。

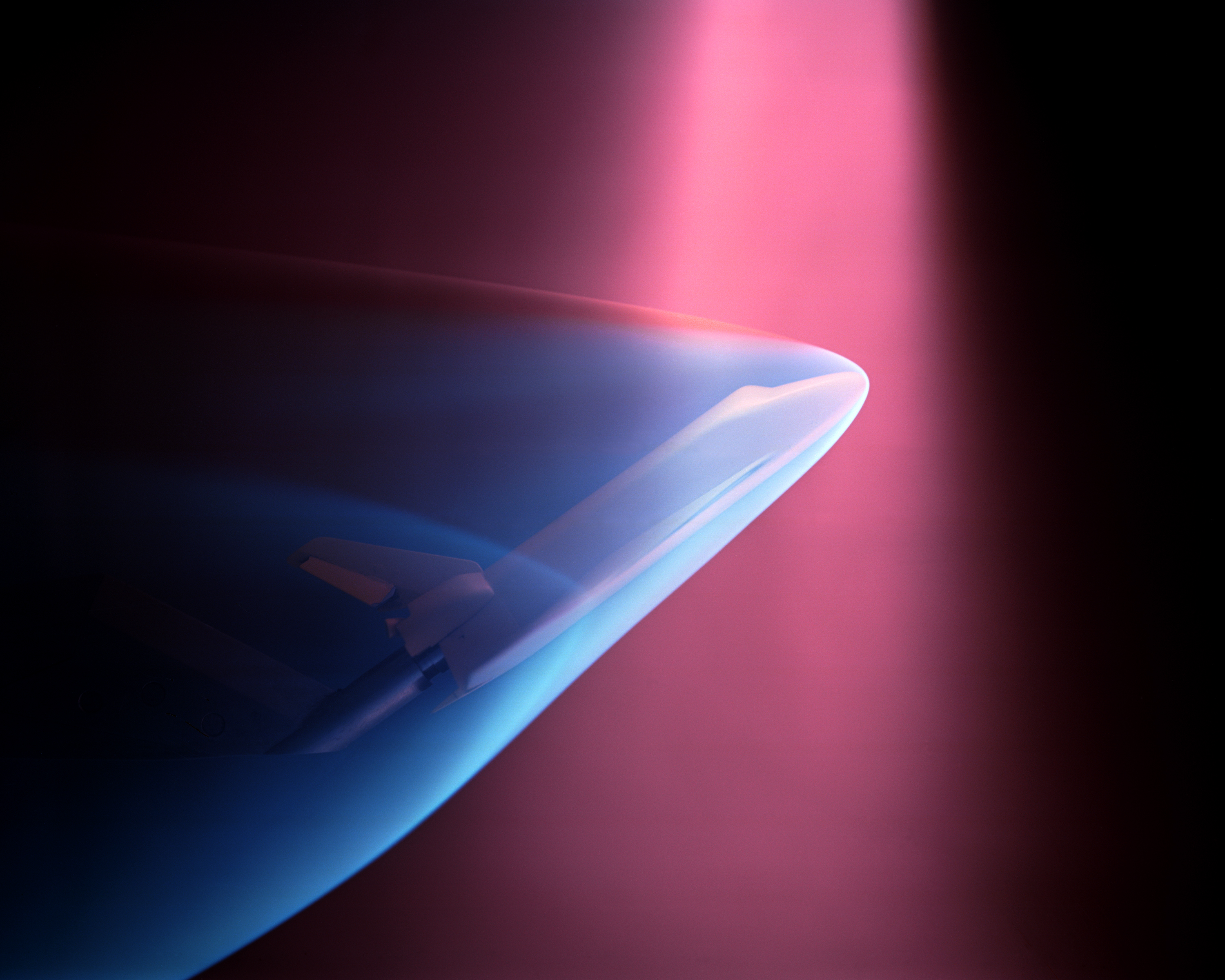
在一次美國太空總署的風洞試驗中，電子束射向太空梭的迷你模型，模擬返回大氣層時，太空梭四週的游離氣體。

電子束平版印刷術是一種分辨率小於1公釐的蝕刻半導體的方法。這種技術的缺點是成本高昂、程序緩慢、必須操作於真空內、還有，電子束在固體內很快就會散開，很難維持聚焦。最後這缺點限制住分辨率不能小於10奈米。因此，電子束平版印刷術主要是用來製造少數量特別的積體電路。
電子束照射技術使用電子束來照射物質。爲了要改變物質的物理性質或滅除醫療物品和食品所含有的微生物，可以考慮使用電子束照射技術。做為放射線療法的一種，直線型加速器製備的電子束可以用來照射淺表性腫瘤。由於在被吸收之前，電子束只會穿透有限的深度（能量為5–20 MeV的電子束通常可以穿透5公分的生物體），電子束療法可以用來醫療像基底細胞癌一類的皮膚病。電子束療法也可以輔助治療已被X-射線照射過的區域。
粒子加速器使用電場來增加電子或正子的能量，使這些粒子擁有高能量。當這些粒子通過磁場時，它們會放射同步輻射。由於輻射的強度與自旋有關，因而造成了電子束的偏振。這過程稱為索克洛夫-特諾夫效應。很多實驗都需要使用偏振的電子束為粒子源。同步輻射也可以用來降低電子束溫度，減少粒子的動量偏差。當粒子達到要求的能量，使電子束和正子束發生互相碰撞與湮滅，這會引起能量的發射。偵測這些能量的分佈，仔細研究分析實驗數據，物理學家可以了解電子與正子碰撞與湮滅的物理行為。

### 成像
低能電子繞射技術（LEED）照射準直電子束（collimated electron beam）於晶體物質，然後根據觀測到的繞射圖樣，來推斷物質結構。這技術所使用的電子能量通常在20–200 eV之間。反射高能電子繞射（RHEED）技術以低角度照射準直電子束於晶體物質，然後蒐集反射圖樣的數據，從而推斷晶體表面的資料。這技術所使用的電子的能量在8–20 keV之間，入射角度為1–4°。
電子顯微鏡將聚焦的電子束入射於樣本。由於電子束與樣本的交互作用，電子的性質，像移動方向、相對相位和能量，都會有所改變。細心地分析這些實驗蒐集到的數據，即可得到分辨率為原子尺寸的影像。使用藍色光，普通的光學顯微鏡的分辨率，因受到繞射限制，只能達到200奈米；相互比較，電子顯微鏡的分辨率，則是受到電子的德布羅意波長限制，對於能量為100 keV的電子，分辨率大約為0.0037奈米。像差修正穿透式電子顯微鏡能夠將分辨率降到低於0.05奈米，能夠清楚地觀測到個別原子。這能力使得電子顯微鏡成為，在實驗室裏，高分辨率成像不可缺少的儀器。但是，電子顯微鏡的價錢昂貴，保養不易。在操作電子顯微鏡時，樣品環境需要維持真空，科學家無法觀測活生物。
電子顯微鏡主要分為兩種類式：穿透式和掃描式。穿透式電子顯微鏡的操作原理類似高架式投影機，將電子束對準於樣品切片發射，穿透過的電子再用透鏡投影於底片或電荷耦合元件。掃描電子顯微鏡用聚焦的電子束掃瞄過樣品，就好像在顯示器內一般。這兩種電子顯微鏡的放大率可從100倍到1,000,000倍，甚至更高。應用量子穿隧效應，掃描隧道顯微鏡將電子從尖銳的金屬針尖穿隧至樣品表面。為了要維持穩定的電流，針尖會隨著樣品表面的高低而移動，這樣，即可得到分辨率為原子尺寸的樣本表面影像。

### 自由電子雷射
在自由電子雷射裡，相對論性電子束會移動通過一對波盪器。每一個波盪器是由一排磁偶極矩組成，其磁場的磁偶極矩交替地指向相反方向。由於這些磁場的作用，電子會發射同步輻射；而這輻射會相干地與電子交互作用，會在共振頻率引起輻射場的強烈放大。自由電子雷射能夠發射相干的高輻射率的電磁輻射，而且頻域相當寬廣，從微波到軟X-射線。這元件可以應用於製造業、通訊業和各種醫療用途，像軟組織手術。
現階段已運行的自由電子雷射有美國史丹福直線加速器中心的直線加速器相干光源（LCLS）、德國電子加速器的漢堡自由電子雷射（Free-electron LASer in Hamburg, FLASH）與正在建造的歐洲X射線自由電子雷射（E-XFEL）。建成之後，E-XFEL將會是世界上規模最大，能量最高的自由電子雷射裝置。

### 其它
陰極射線管的核心概念為，勞侖茲力定律的應用於電子束。陰極射線管廣泛的使用於實驗式儀器顯示器，電腦顯示器和電視。在光電倍增管內，每一個擊中光陰極的光子會因為光電效應引起一堆電子被發射出來，造成可偵測的電流脈波。曾經在電子科技研發扮演重要的角色，真空管藉著電子的流動來操縱電子信號；但是，此類元件現在於大多數情況下已被電晶體一類的固態電子元件取代了。不過對於高頻段工作的大功率設備，暫時尚無法被固態元件完全替代。

## 參閱
- 任意子
- 轻子
- 電子鹽
- 電子泡沫
- 逐放電子（英语：Exoelectron emission）
- g因數（英语：g-factor (physics)）
- 自旋電子學
- 塞曼效應
- β粒子